# Poritia
Poritia is een geslacht van vlinders van de familie Lycaenidae, uit de onderfamilie Poritiinae.

## Soorten
- P. courvoisieri Fruhstorfer, 1917
- P. dawna Evans, 1921
- P. elegans Fruhstorfer, 1919
- P. erycinoides (Felder, 1865)
- P. fruhstorferi Corbet, 1940
- P. geta Fawcett, 1897
- P. hewitsoni Moore, 1865
- P. karennia Evans, 1921
- P. manilia Fruhstorfer, 1912
- P. milia Fruhstorfer, 1917
- P. patina Hewitson, 1874
- P. pellonia Distant, 1887
- P. phalena Hewitson, 1874
- P. phalia Hewitson, 1874
- P. phaluke Druce, 1895
- P. phare Druce, 1895
- P. pharyge Hewitson, 1874
- P. pheretia Hewitson, 1874
- P. philota Hewitson, 1874
- P. phormedon Druce, 1895
- P. phraatica Hewitson, 1878
- P. phraetrae Hewitson
- P. plateni Staudinger, 1889
- P. pleurata Hewitson, 1874
- P. promula Hewitson, 1874
- P. proxina (De Nicéville, 1895)
- P. sebethis Boisduval